# Domenico Rossi (pittore)
Domenico Rossi (Seriate, 11 settembre 1911 – Bergamo, 9 marzo 1955) è stato un pittore italiano.

## Biografia
Nacque l’11 settembre 1911 a Seriate da Cesare, segretario comunale e da Carolina Alebardi, sorella del pittore seriatese Angiolo Alebardi.
Rossi apprese le nozioni fondamentali di disegno alla Scuola d’Arte applicata “Andrea Fantoni” di Bergamo, dove fu poi insegnante di disegno nel 1954.
Si perfezionò all'Accademia Carrara diretta da Contardo Barbieri, insieme a Mario Cornali, Trento Longaretti, Erminio Maffioletti. Con quest’ ultimo condivise committenze pubbliche e private, realizzando imponenti decorazioni poste all’interno di importanti edifici bergamaschi, tra le quali le Storie di Francesco Nullo nell’attuale Palazzo della Libertà (1935), le decorazioni del Cinema Arlecchino (1953), il mosaico sul lavoro bergamasco attraverso il tempo nel salone maggiore della Borsa Merci (1954).
Morì nel marzo del 1955 all’ospedale Maggiore di Bergamo. È sepolto nella tomba di famiglia, nel cimitero di Seriate.